# Flötenkonzert Friedrichs des Großen in Sanssouci
Das Flötenkonzert Friedrichs des Großen in Sanssouci ist ein Gemälde des deutschen Malers Adolph  von Menzel, das heute in der Alten Nationalgalerie in Berlin hängt. Es zeigt den Preußenkönig beim Flötensolo während eines Abendkonzerts, das er zusammen mit Musikern vor Gästen im festlich erleuchteten Konzertzimmer seines Rokokoschlosses Sanssouci abhält.

## Hintergrund
Menzel malte das Bild in den Jahren 1850 bis 1852. Friedrich der Große, der selbst Flötensonaten komponierte und für sein hervorragendes Querflötenspiel bekannt war, brachte seine Kompositionen öfter in der Stunde vor dem Abendessen seinen Verwandten, Freunden und Bediensteten zu Gehör. Menzel stellt eine solche fiktive Szene dar, in der der Monarch im vom Kerzenschein vieler Leuchter erhellten Musikzimmer Flöte spielend vor seinen rechts sitzenden Musikern am Notenpult steht, während links und hinter ihm festlich gekleidete Gäste zuhören. Menzel deutet aber auch den unterschiedlichen Grad von Aufmerksamkeit der einzelnen Zuhörer an.
Für sein Gemälde fertigte der Künstler zahlreiche Studien an, sowohl zu den Möbeln, zum Notenständer und zur Architektur als auch zur Kleidung und zu den Stellungen der Figuren. Der Raum, der noch heute in Sanssouci so zu besichtigen ist, wie Menzel ihn malte, erscheint auf dem Bild jedoch größer als in der Realität. Menzel bemühte sich als Realist, durch die Kerzenbeleuchtung, die stilechte Möblierung und die verwendete Kostümierung die Rokoko-Atmosphäre des Ambientes darzustellen; bei der Darstellung der Hauptfigur orientierte er sich an Bildnissen des 18. Jahrhunderts, die den jüngeren Preußenkönig in idealisierter Weise darstellten. Nach seinen eigenen Worten war Menzel bei seinem Gemälde aber gar nicht so sehr an der Darstellung der genannten Personen interessiert,  sondern vorrangig an der Darstellung der Beleuchtungssituation mit den vielen Kerzen. Einem Besucher soll er gestanden haben, dass er „das Bild eigentlich nur des Kronleuchters wegen“ gemalt habe.

## Das Gemälde
An zentraler Stelle des Gemäldes steht Friedrich der Große, die Querflöte im Ansatz, das Notenpult vor ihm von zwei Kerzen beleuchtet. Er trägt eine Zopfperücke, einen langen, geöffneten, preußisch-blauen und rot gefütterten Rock sowie soldatische Stulpenstiefel. Er wird von einem Mann am Cembalo und einer Streichinstrumentengruppe begleitet. Weil der König stand, mussten alle männlichen Anwesenden, mit Ausnahme der musizierenden an Cembalo und Cello, dem Zeremoniell entsprechend, ebenfalls stehen.
Das Gemälde wird durch Friedrichs Notenständer, der in der Bildmitte platziert ist, in zwei unterschiedliche Hälften geteilt. In jeder der beiden Hälfte befinden sich acht Personen, von denen jeweils fünf stehen und drei sitzen.
Rechts im Bild steht ein älterer Zuhörer, den Blick nicht dem König zugewandt, sondern auf den Boden gerichtet. Es ist der Flötenlehrer Friedrichs des Großen, Johann Joachim Quantz, der seine ganze Konzentration den Klängen der Musik zu widmen scheint. Seine Haltung ist väterlich, er zollt dem König allerdings nicht seinen ganzen Respekt, denn er lehnt sich gedankenverloren an ein größeres Gemälde, das rechts an der Wand hängt. Der Musiker mit der Violine rechts außen ist der Konzertmeister Franz Benda.
Auch die Zuhörer auf der linken Seite des Bildes sind eindeutig zu identifizieren. Menzel hat in einer seiner Vorstudien zum Bild deren Namen preisgegeben. Der ins Auge stechende Dicke mit der altmodischen Perücke ist Graf Gustav Adolf von Gotter, ein Lebemann, von Zeitgenossen als nervtötend beschrieben, gleichwohl ein Günstling des Königs, der stets seinen Vorteil zu nutzen wusste. Leicht versetzt hinter ihm steht mit verzücktem Gesichtsausdruck Jakob Friedrich Freiherr von Bielfeld. Er gehörte zu den Bewunderern Friedrichs des Großen, die tatsächlich wegen der Musik (und nicht nur wegen der Ehre, eingeladen zu werden) an dessen Konzerten teilnahmen. Der Mathematiker und Geograf Pierre-Louis Moreau de Maupertuis hingegen schaut gelangweilt zur Decke. Er gehört zu denjenigen unter den geladenen Gästen, die an der Musik weniger interessiert zu sein scheinen. Im hinteren Teil des Gemäldes sitzt die Lieblingsschwester Friedrichs des Großen, Wilhelmine von Bayreuth, auf einem rot gepolsterten Sofa.
Auch am Cembalo sitzt kein Unbekannter: Es ist Carl Philipp Emanuel Bach, der Sohn Johann Sebastian Bachs. 28 Jahre stand er im Dienst des Königs. Auf dem Bild sieht man allerdings, dass er von den musikalischen Künsten seines Arbeitgebers nicht so viel hält. Zwar wendet er dem Flötenspieler das Gesicht zu und scheint auf seinen Einsatz zu warten, doch die genauere Betrachtung lässt erkennen, dass seine Augenlider halb geschlossen sind und sein Gesichtsausdruck blasiert und fast abweisend wirkt.
Die alte Dame, die hinter dem Notenständer in der Bildmitte sitzt, ist die Gräfin Camas. Zur Rechten von Wilhelmine und direkt hinter dem musizierenden Preußenkönig sitzen im Publikum die jüngste Schwester Friedrichs, Amalie von Preußen, die wie der Monarch Musikstücke komponierte, und eine Hofdame. Hinter den Prinzessinnen steht der Hofkapellmeister Carl Heinrich Graun. Der Mann im Hintergrund ist Friedrichs Freund Chasôt.

## Film
- Adolph von Menzel – Das Flötenkonzert. In: 1000 Meisterwerke aus den großen Museen der Welt. Band 11: Nationalgalerie Berlin. Arthaus Musik GmbH 2010 (Westdeutscher Rundfunk 1985), ISBN 978-3-939873-35-8.
- Im Film „Mein Name ist Bach“, der 1747 spielt, wird das Bild beim Umzug Friedrichs vom Stadtschloss Potsdam nach Sanssouci im Hintergrund vorbeigetragen.